# Silnice I/49
Silnice I/49 je česká silnice I. třídy vedoucí z Otrokovic přes Zlín, Vizovice a Horní Lideč na Slovensko, kde se napojuje na slovenskou dálnici D1. Délka silnice je 43,644 km. Jedná se o jedinou silnici I. třídy na území krajského města Zlína.
Je plánováno postavit zhruba v její trase dálnici D49. Na podzim 2023 byl plánovaný úsek dálnice D49 mezi Vizovicemi a státní hranicí, již dříve připravovaný ve formě třípruhové směrově nedělené komunikace, přeřazen mezi silnice I. třídy jako silnice I/49.

## Vedení silnice
- Otrokovice (I/55, D55)
- Zlín
- Vizovice (I/69)
- Valašská Polanka (I/57 – začátek peáže)
- Horní Lideč (I/57 – konec peáže)
- hraniční přechod Střelná – Lysá pod Makytou (Slovensko – silnice č. 49)

## Modernizace silnice
| Číslo  | Název                              | Délka   | Kategorie               | Zahájení výstavby | Uvedení do provozu | Křižovatky  |
| ------ | ---------------------------------- | ------- | ----------------------- | ----------------- | ------------------ | ----------- |
| Z56    | Malenovice– Otrokovice             | 2,2 km  | 22,5/80, 15,5/50, 19/50 | 06/2010           | 07/2013            |             |
| Z52    | Vizovice–Lhotsko                   | 2,3 km  | 9,5/70, 10/9/50         | 03/2015           | 09/2016            |             |
| 4903.2 | Vizovice – Pozděchov               | 10,4 km | S13,5/80                | plánováno 2033    | plánováno 2036     | Pozděchov   |
| 4904   | Pozděchov – Horní Lideč            | 8,7 km  | S13,5/80                | plánováno 2033    | plánováno 2036     | Horní Lideč |
| 4905   | Horní Lideč – státní hranice ČR/SR | 5,5 km  | S13,5/80                | plánováno 2033    | plánováno 2036     |             |